# Оленгуй
Оленгу́й (рос. Оленгуй) — село у складі Читинського району Забайкальського краю, Росія. Адміністративний центр Оленгуйського сільського поселення.

## Населення
Населення — 271 особа (2010; 374 у 2002).
Національний склад (станом на 2002 рік):
- росіяни — 97 %